# Argus
Argus, programski jezik na hrvatskom jeziku, prvi u Hrvata.
Stvorio ga je Ognjen Županić 1987. godine, a nastao je zbog potreba korisnika te se otad neprestano razvijao. Argus je široj javnosti predstavila Županićeva tvrtka iz Zagreba Argosoft na splitskome Sajmu softwarea i tada je bio jedini domaći hrvatski programski jezik.
Argus je programski jezik četvrte generacije. Korisnički je orijentiran jezik za rad s bazama podataka. Pomoć njega korisnik komunicira s računalom na hrvatskom ali ga može prevesti i na drugi jezik. Argus je bio takve kakvoće da nisu mu bili potrebni progameri, nego je korisniku potrebno znati probleme i posao korisnika te koja je njihova razina. Još onda je cijeli mogao stati u radnu memoriju te je korisniku ostalo još dosta memorije. Argus je u svoje vrijeme u dvije minute izračunavao plaću za 200 ljudi u dvije minute, dok su neki drugi programski jezici trebali i dva sata.
Program je našao upotrabu najviše u Hrvatskoj, ali je prodan i u Njemačku, Mađarsku i drugdje. U Hrvatskoj su ga rabile socijalne ustanove, splitski Zavod za informatiku i telekomunikacije, razne druge tvrtke na Braču, Korčuli, Šibeniku, Sinju, a od poznatijih u Splitu tu je bio Termofriz.